# Bradypodion occidentale
Bradypodion occidentale är en ödleart som beskrevs av  Hewitt 1935. Bradypodion occidentale ingår i släktet Bradypodion och familjen kameleonter. Inga underarter finns listade.